# Himacerus major
Himacerus major är en insektsart som först beskrevs av A. Costa 1842.  Himacerus major ingår i släktet Himacerus, och familjen fältrovskinnbaggar. Arten är reproducerande i Sverige.